# Anacornutipo lignosa
Anacornutipo lignosa är en insektsart som beskrevs av Walker 1858. Anacornutipo lignosa ingår i släktet Anacornutipo och familjen dvärgstritar. Inga underarter finns listade i Catalogue of Life.